# Korinna Hennig

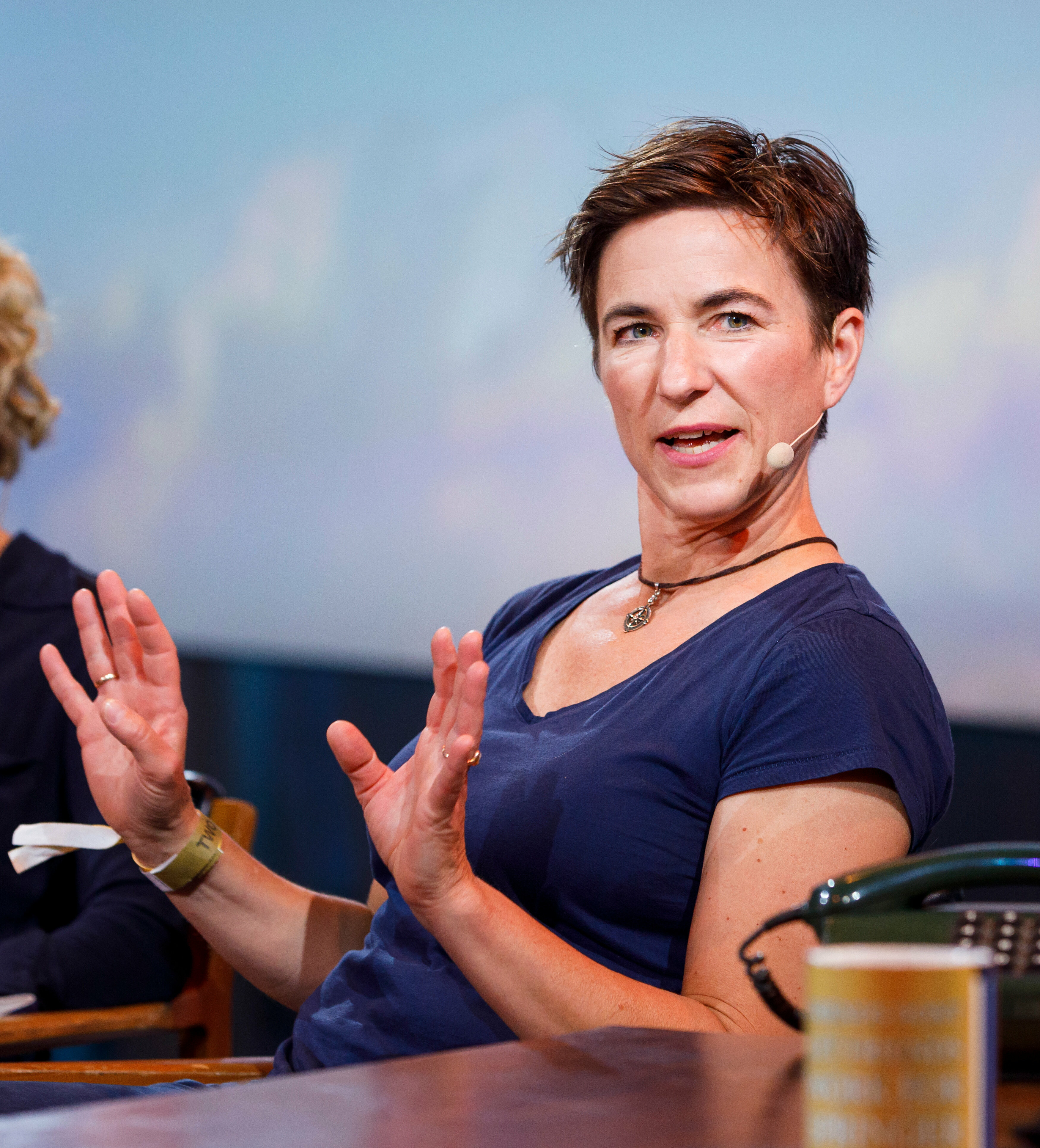
Korinna Hennig (2022)

Korinna Hennig (* 17. Januar 1974) ist Redakteurin und Moderatorin beim Norddeutschen Rundfunk. Sie wurde 2020 mit dem Podcast Coronavirus-Update bekannt.
Hennig studierte erst Germanistik und Geschichte in Bamberg, Salamanca und Hamburg. Später arbeitete sie beim Privatradio und kam 2002 zu NDR Info. Hennig ist seitdem dort tätig. Als Redakteurin und Moderatorin gestaltete sie 2020 den Wissenschaftspodcast Coronavirus-Update mit, welcher sowohl einen Grimme Online Award in der „Kategorie INFORMATION“ als auch den Publikumspreis und einen Georg von Holtzbrinck Preis für Wissenschaftsjournalismus in der „Kategorie elektronische Medien“ erhielt. Zusammen mit der Autorin Katharina Mahrenholtz erhielt Hennig stellvertretend für das Team des Podcasts den Preis der Bundespressekonferenz.
Sie ist die zweite Tochter der Hamburger Germanisten Beate und Jörg Hennig und selbst Mutter von drei Söhnen.

## Schriften
- „Laut und realistisch“ oder kreativ? Kann man das Thema Judenvernichtung künstlerisch gestalten? Ein fiktiver Dialog. In: Claude Conter (Hrsg.): Literatur und Holocaust (= Fußnoten zur Literatur. Nr. 38, ISSN 0723-2950). Bamberg 1996, DNB 948866322, S. 10–13.
- Das Prinzip Hoffnung. Zur Funktion der Kinderfiguren bei Bruno Apitz und Jurek Becker. In: Literatur und Holocaust. Bamberg 1996, S. 81–91.